# سميرة مدني
سميرة مدني (4 أكتوبر 1980 -)، مذيعة سعودية. درست علم الاجتماع وعملت في مجال التجارة مع زوجها في فرش الأرضيات. دخلت المجال الإعلامي بالصدفة عندما كتبت خطاباً للملك عبد الله بن عبد العزيز تصف فيه حبها للوطن وتقديرها له. نشر الخطاب في إحدى الصحف المحلية وطلبت منها صحيفة «الاقتصادية» ان تعمل معها كمتعاونة ومن ثم متفرغة. ترأست القسم النسائي لجريدة «الاقتصادية». وبعدما ظهرت كضيفة في أحد البرامج التلفزيونية فكرت في دخول عالم التلفزيون. تقدمت للتلفزيون السعودي والتحقت بدورات لتقديم البرامج في معهد الجزيرة، كانت تقدم برنامج «صباح السعودية» والآن تقدم برنامج «كلام نواعم» على قناة «ام بي سي».

## البرامج
- صباح السعودية
- صباح الخير يا عرب (قناة إم بي سي 1).